# Paulo César Correia de Souza
Paulo César Correia de Souza, noto semplicemente come Paulo César  (Rio de Janeiro, 6 giugno 1957), è un ex giocatore di calcio a 5 brasiliano.

## Carriera
Utilizzato nel ruolo di difensore, Paulo César ha giocato a livello di club nell'America di Rio de Janeiro. Con la nazionale brasiliana ha preso parte, nel 1982, al primo campionato mondiale vinto proprio dalla Seleçao.